# Coll Pla de Dalt
El Coll Pla de Dalt també anomenat, en alguns mapes, Coll de Dalt, Pas Ample o Coll Arenós, és un coll que es troba en el límit dels termes municipals de la Vall de Boí (Alta Ribagorça) i la Torre de Cabdella (Pallars Jussà), en el límit del Parc Nacional d'Aigüestortes i Estany de Sant Maurici i la seva zona perifèrica.
El coll està situat a 2.718,8 metres d'altitud, entre el Pic de les Mussoles a l'oest-sud-oest i el Cap de Reguera a l'est. Comunica la Vall de les Mussoles al nord i la Coma de Mig, de la Vall del Riqüerna, al sud.
Es tracta d'una ampla extensió planera amb molt pocs desnivells, d'unes 5 hectàrees, amb la major part de la seva superfície estenen-sa cap al Pallars Jussà.
Antigament hi passava un dels camins de bast de Cabdella a Caldes de Boí.

## Rutes[2]
1) La variant habitual per la Vall de Sant Nicolau surt del Planell de Sant Esperit i remuntant la Vall de les Mussoles.
Diverses són les rutes per la Vall del Riqüerna:
2) Mitjançant les diverses alternatives que pugen al circ de Cogomella i ascendint des del coll que es troba al nord del Cap de Reguera.
3) Seguint les vies que ascendeixen a la collada situada entre els estanys Redó i Salado, per pujar pel Forat Negra.